# Варэсинобу

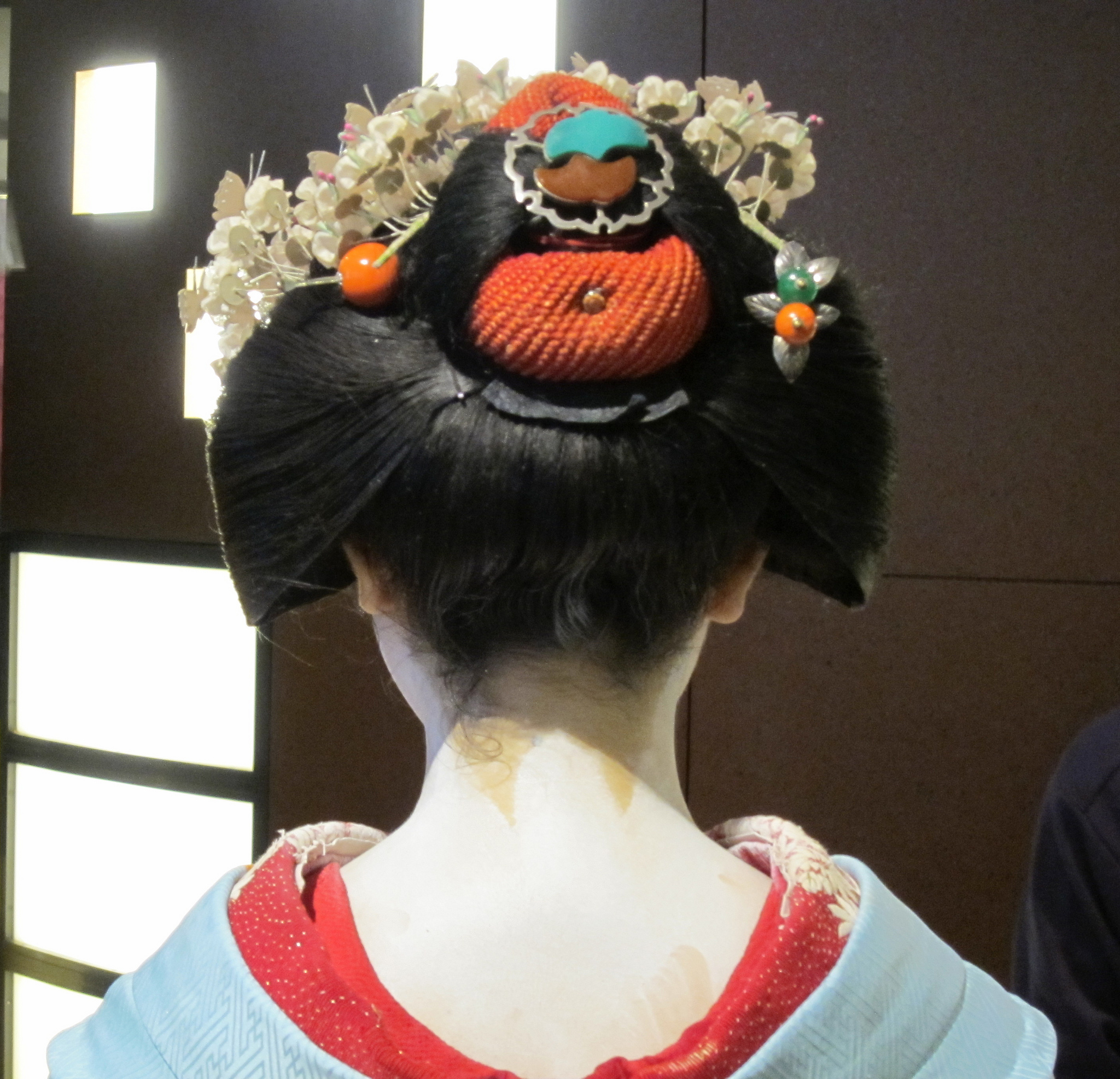
Вид сзади. Хорошо виден магэ, разделённый красной лентой

Варэсинобу (яп. 割れしのぶ, разрезанная тайно), также момоварэ (яп. 桃割れ разрезанный персик) — японская причёска незамужних девушек, которую с XX века на постоянной основе носят только ученицы гейш. Название «варэсинобу» — киотоское, «момоварэ» — токийское.

## Внешний вид
Спереди варэсинобу похожа на причёску симада. Чёлка схватывается лентой, получившийся жгут немного возвышается над причёской.
Сзади волосы носящей собирают в пучок магэ (яп. 髷, пучок волос на затылке) и вплетают посередине ленту каноко (яп. 鹿の子, оленёнок). Эта лента «раскалывает» пучок, отсюда и название причёски. Каноко сверху закреплена булавкой каноко-домэ (яп. 鹿の子留, удерживающая каноко).
Данная причёска известна тем, что её вид со спины является аллюзией на внешний вид женских половых органов.

## Использование
Во многих городах, включая Киото, варэсинобу носят майко, ученицы гейш. По правилам, варэсинобу носят только первые пару лет обучения, до мидзуагэ. Варэсинобу украшается шпильками с искусственными цветами из шёлка, в первый год используются особые украшения «сидарэ-кандзаси» с развевающимися нитями, на которые прикрепляются шёлковые лепестки.
Кроме того, варэсинобу украшает гребень, биракан (яп. ビラカン биракан, развевающиеся кандзаси), тама-кандзаси (яп. 玉簪, украшение-шарик) и хираути (яп. 平打簪 хираути кандзаси, плоская шпилька).
В день дебюта ученицы (мисэдаси) сзади под пучок помещаются полоски посеребрёной бумаги васи, называемые миокури (яп. 見送り, эскорт, сопровождение).
Причёску «варэсинобу» носят и таю Симабары.

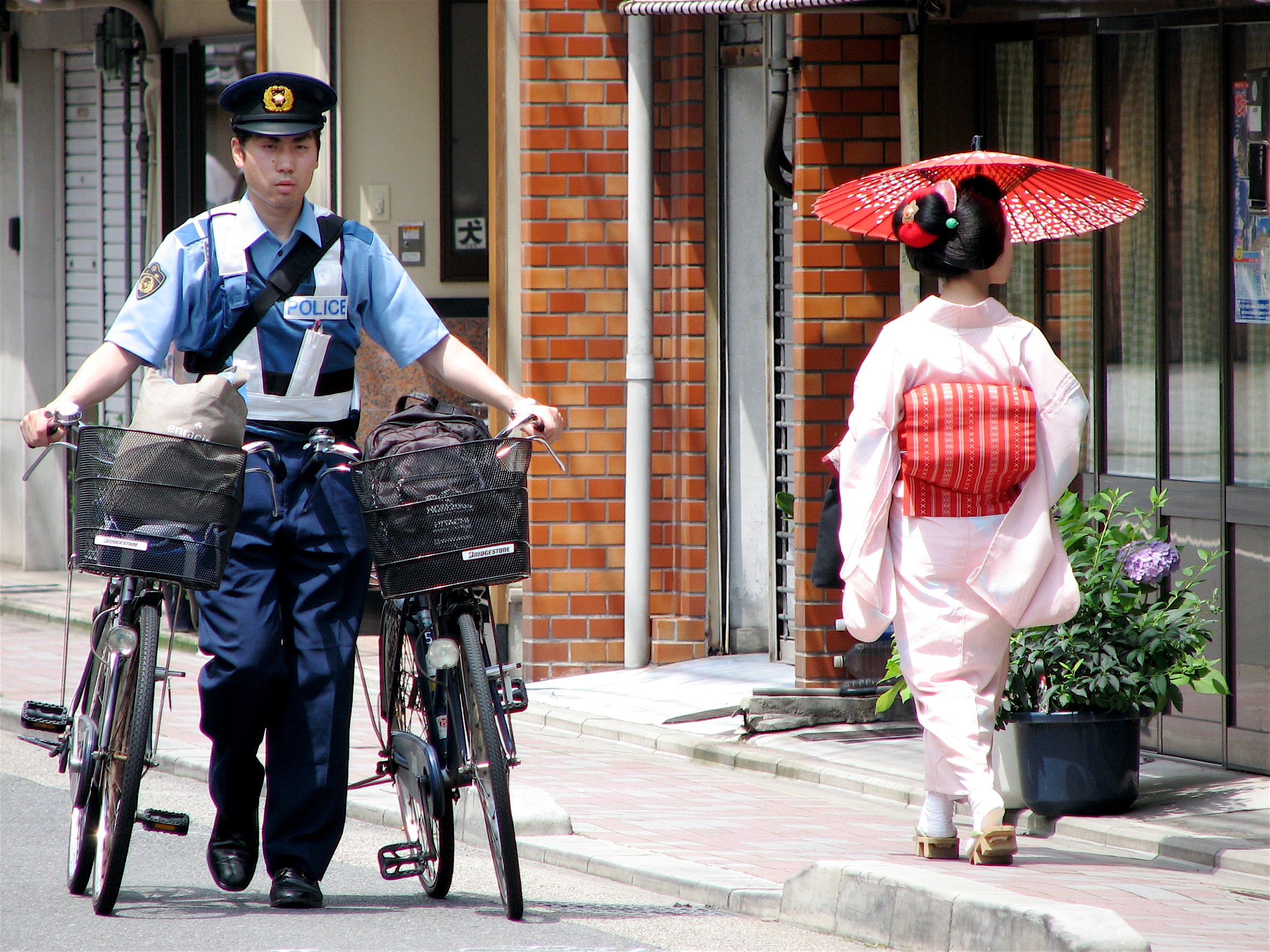
Варэсинобу на майко Мамэюри.
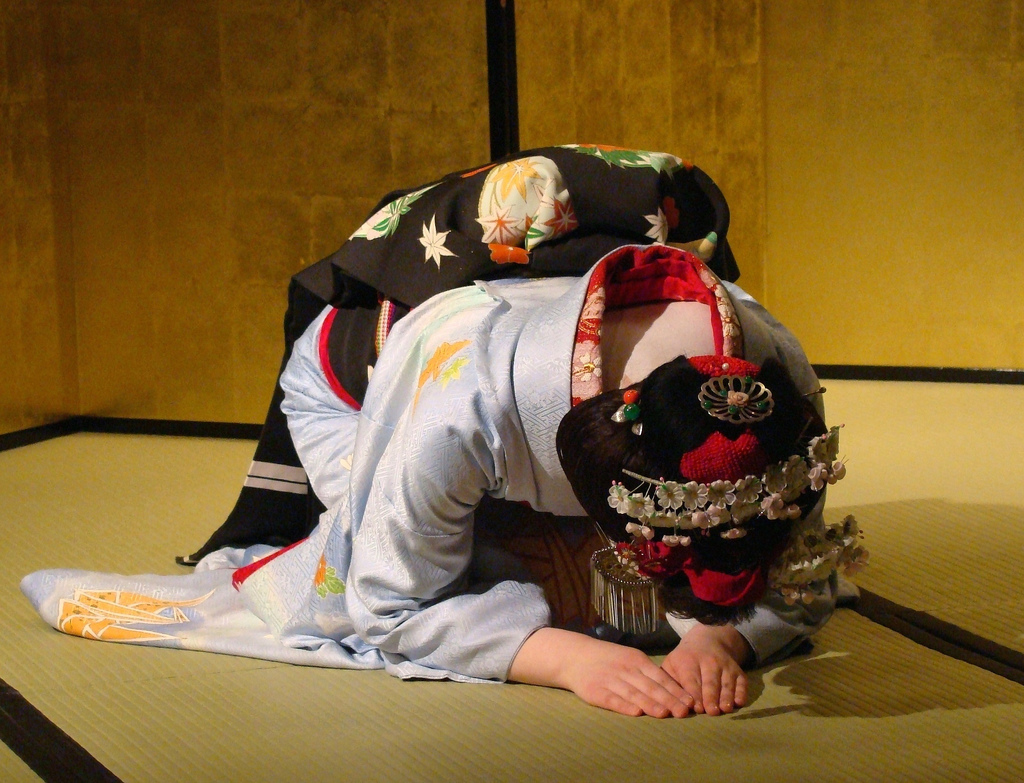
Вид сверху
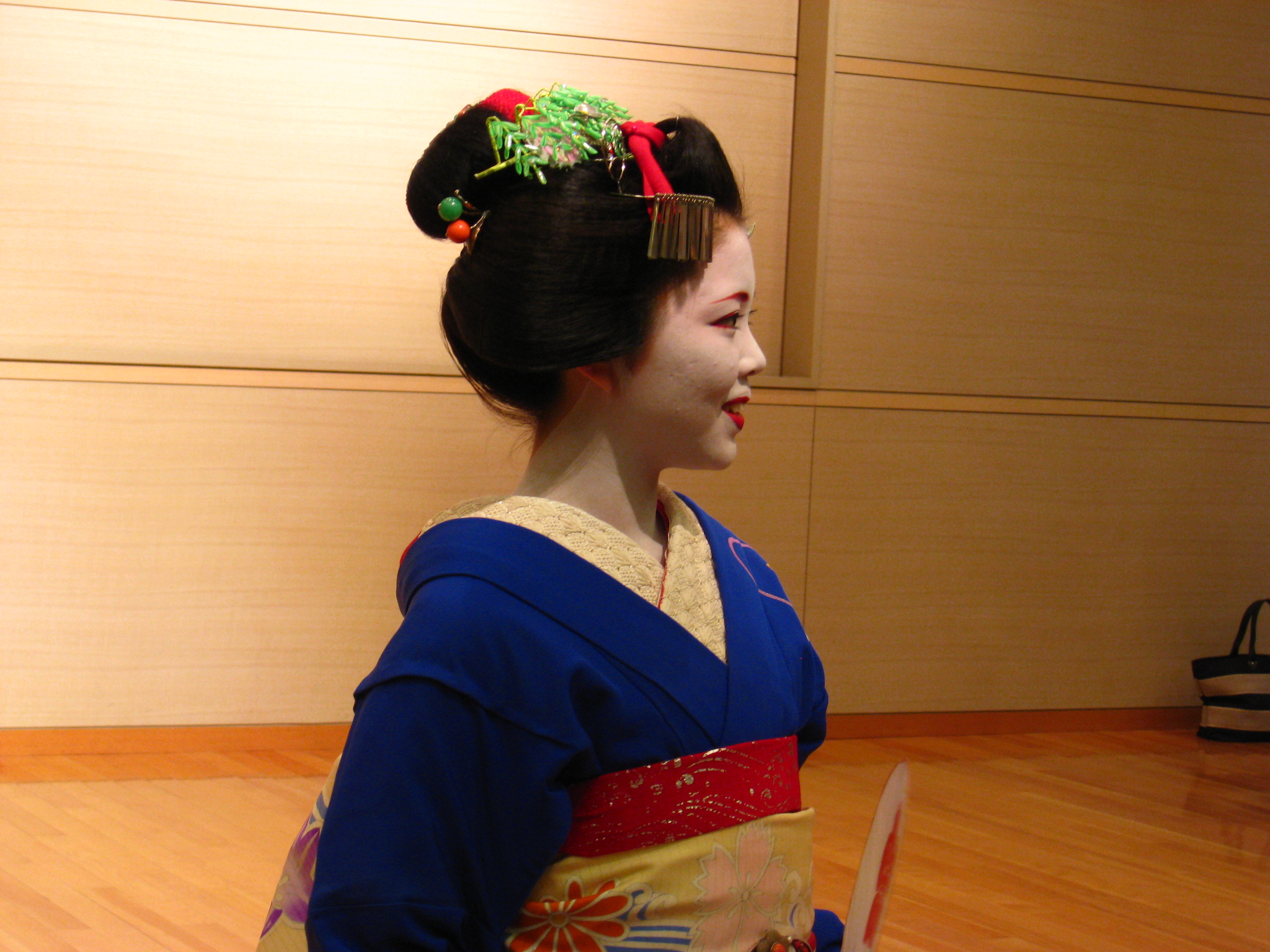
Варэсинобу в профиль: видна перевязанная красным шнуром чёлка и серебряный биракан
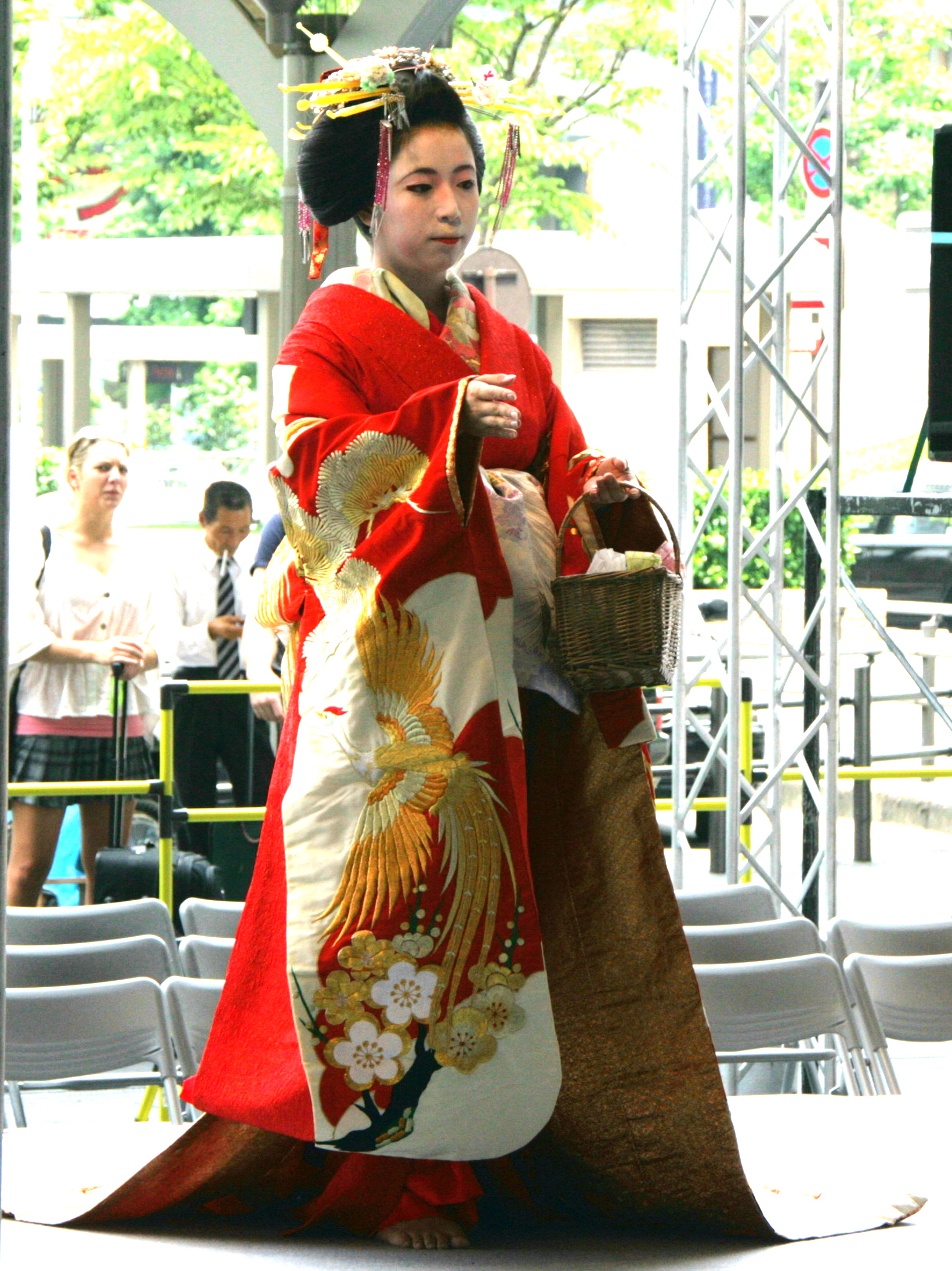
Таю с варэсинобу
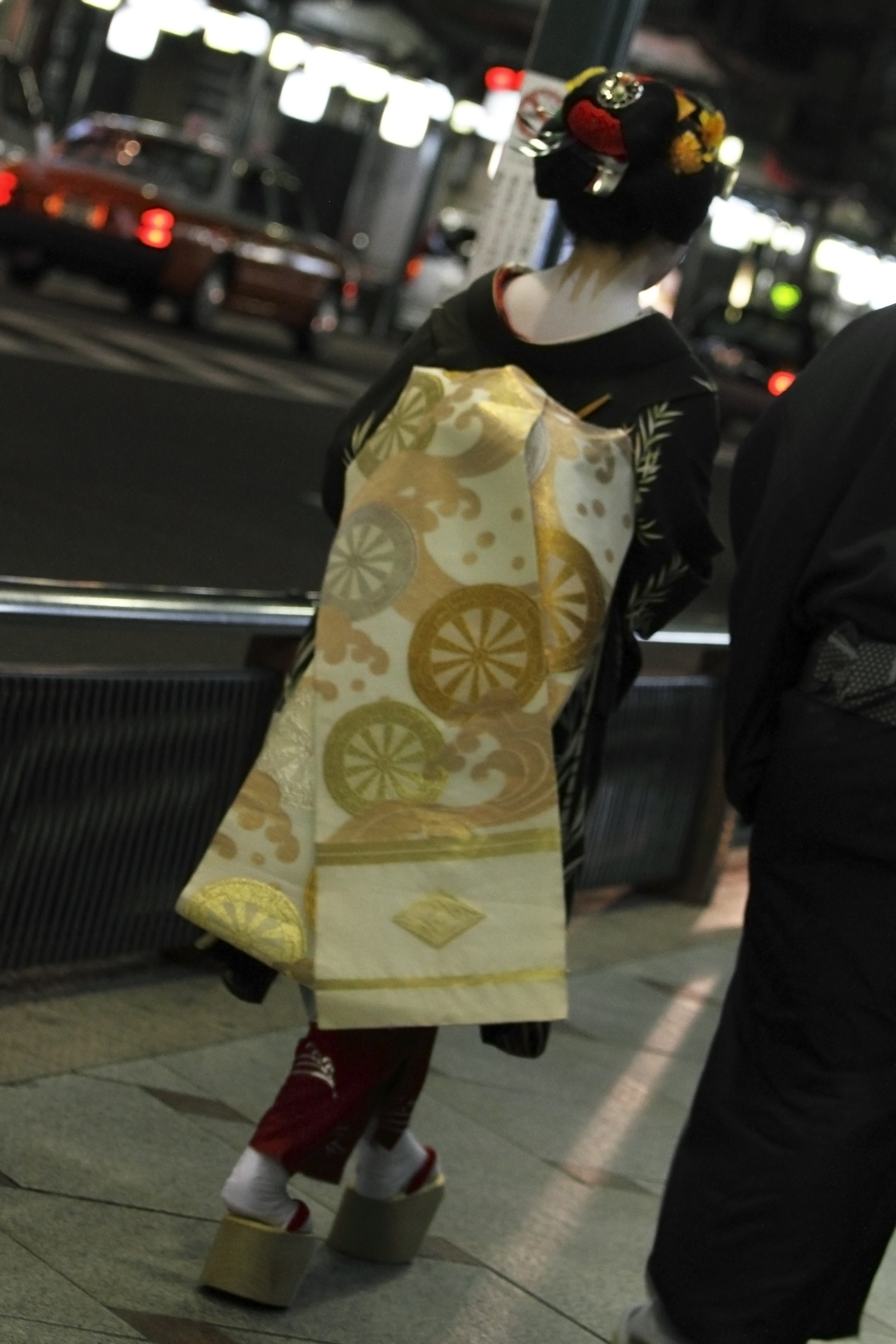
Миокури сзади пучка в день мисэдаси